# IJsbaan Stevensbeek
De IJsbaan Stevensbeek is een skeeler- en ijsbaan in Stevensbeek in de provincie Noord-Brabant. In de zomer wordt de baan gebruikt om te skeeleren en in de winter wordt bij voldoende vorst de baan geprepareerd tot natuurijsbaan. De natuurijsbaan heeft een lengte van 400m en is geopend in 1995. De skeelerbaan heeft een lengte van 333,33 meter en is geopend in 2005. 
De natuurijsbaan wordt geprepareerd door eind november de gehele skeelerbaan alsmede de buitenrand en het middenterrein dat bestaat uit gras, laagje voor laagje op te spuiten. Na ongeveer 6 keer een laagje sproeien en een dikte van 7 cm kan er op de ijsbaan worden geschaatst.
De natuurijsbaan is in 1995 aangelegd nadat de gemeenteraad van St. Anthonis 10.000 gulden had toegezegd. De rest van het benodigde geld, 20.000 gulden, had SVS zelf binnengehaald middels sponsoring en/of een geldlening. De Rabobank Peelrand heeft een groot deel van het te sponsoren bedrag op zich genomen. 
Niet-erkende ijsbanen